# Captain America in: The Doom Tube of Dr. Megalomann
Captain America in: The Doom Tube of Dr. Megalomann est un jeu vidéo d'action développé par Adventure Soft et édité par Go!, sorti en 1987 sur Amstrad CPC, Atari ST, Commodore 64 et ZX Spectrum.